# Capo Daniel
Capo Daniel, de son vrai nom Emmanuel Ngong, est un militant et leader séparatiste camerounais, membre du Conseil de gouvernement de l'Ambazonie (AGovC) et commandant des Forces de défense de l'Ambazonie (FDA) jusqu'à sa démission en 2023. Depuis 2023, il est commandant des Forces obscures de l'Ambazonie (FOA) et président du Groupe de défense des droits du peuple de l'Ambazonie (GDDPA). Capo Daniel opère généralement depuis son exil à Hong Kong.

## Biographie

### Rôle dans la crise anglophone au Cameroun
Les régions anglophones du Cameroun, le Nord-Ouest et le Sud-Ouest, abritent depuis longtemps un mouvement indépendantiste. Lors des manifestations de 2016-2017, les revendications séparatistes refont surface, alimentées par les réseaux sociaux. Emmanuel Ngong adopte le pseudonyme « Capo Daniel » et devient l'un des premiers activistes séparatistes sur les réseaux sociaux, aux côtés de Mark Bareta et Tapang Ivo.
Fin 2017, les manifestations dégénèrent en conflit armé. Capo Daniel devient membre d'un mouvement séparatiste, le Conseil de gouvernement de l'Ambazonie (AGovC), et est nommé commandant adjoint et porte-parole des Forces de défense de l'Ambazonie (FDA). Pendant le conflit, Capo Daniel s'exile à Hong Kong,. Un loyaliste et avocat camerounais, Christopher Nsalai tente à plusieurs reprises, sans succès, de forcer le gouvernement de Hong Kong à extrader Capo Daniel vers le Cameroun.
Capo Daniel semble avoir une page Facebook et une chaîne YouTube, qu'il utilise pour diffuser des annonces et de la propagande séparatiste. Cependant, le journaliste Zane Irwin souligne que le ton entre la présence de Capo Daniel sur Facebook et sur YouTube diffère considérablement, ce qui laisse supposer que les deux ne sont peut-être pas dirigés par la même personne. Bien que vivant en exil, Capo Daniel est apparemment impliqué dans la direction des opérations menées par les groupes séparatistes,. Il est parfois décrit comme un « général ».
En 2020, les séparatistes autorisent la réouverture des écoles dans les régions anglophones. Ces écoles étaient auparavant la cible des insurgés, qui les considéraient comme des instituts francophones du gouvernement camerounais. Capo Daniel est l'un des séparatistes qui s'opposent à la réouverture des écoles. Il déclare que ses hommes n'autoriseront que « les écoles communautaires qui ont été approuvées par le conseil d'éducation du Conseil de gouvernement de l'Ambazonie. Nous ne tolérerons plus aucune institution étrangère. Nos forces sur le terrain feront respecter cet ordre ». En 2021, les forces associées à Capo Daniel sont prises pour cible lors de l'opération Bui Clean, lancée par l'armée camerounaise,.
En 2022, Human Rights Watch (HRW) tente de contacter plusieurs chefs séparatistes, dont Capo Daniel, pour se plaindre des crimes commis par les forces rebelles à l'encontre des civils. Seul Capo Daniel répond à l'ONG ; il présente ses excuses pour l'attaque des services de santé de la Convention baptiste du Cameroun par la FDA et un groupe armé allié, mais déclare également qu'il considère l'enlèvement d'Elizabeth Regina Mundi par les FDA comme une « opération légitime ».
En avril 2023, Capo Daniel démissionne de l'AGovC et, par extension, de la FDA, afin de poursuivre un activisme indépendant. Il déclare publiquement que les désaccords avec le reste de la direction de l'AGovC et de la FDA ont rendu « impossible pour moi de continuer à servir notre mouvement de libération dans ces capacités », tout en précisant qu'il continue à soutenir et à s'impliquer dans la rébellion séparatiste. Le leader de l'AGovC, Lucas Ayaba Cho, prend acte de sa démission et le remercie pour ses années de travail. En mai 2023, Capo Daniel devient président du Groupe pour la défense des droits du peuple d'Ambazonie et fonde un nouveau groupe séparatiste armé appelé les Forces obscures de l'Ambazonie. Il appelle ouvertement ses combattants à kidnapper des journalistes pour obtenir une rançon. Il explique cette politique par une réaction contre un journalisme prétendument hostile après que des séparatistes ont tué « accidentellement » un journaliste à Bamenda. En juin 2023, Capo Daniel critique ouvertement Lucas Ayaba Cho pour avoir entravé les négociations entre le gouvernement camerounais et les séparatistes ; il se déclare alors « le nouveau chef de la guerre pour la libération de l'Ambazonie »,.
Le 4 mai 2024, Capo Daniel signe une déclaration appelant à « la fin des hostilités contre l'État » en faveur de « négociations directes ». En outre, il réclame désormais l'autonomie des régions anglophones, plutôt que l'indépendance.
Le 7 janvier 2025, la maison familiale de Capo Daniel est incendiée par des séparatistes à Bamenda.